# Queen-diszkográfia
A brit Queen rockegyüttes diszkográfiája tizenöt stúdióalbumot, kilenc koncertalbumot, tizenkét válogatásalbumot, két középlemezt és több mint ötven kislemezt tartalmaz. Az együttest 1971-ben alapította Freddie Mercury énekes, Brian May gitáros, Roger Taylor dobos és John Deacon basszusgitáros. Az első lemezük, a Queen 1973-ban jelent meg, és az elkövetkezendő húsz év során évente, majd az 1980-as évektől két- és háromévente adtak ki új stúdióalbumokat. Angliában éveken keresztül nagyon sikeresek voltak, hét stúdióalbumuk – például A Night at the Opera (1975), A Kind of Magic (1986), Innuendo (1991) –, és két válogatásalbumuk – Greatest Hits (1981) és Greatest Hits II (1991) – az első helyet érte el az albumlistán. Amerikában egyedül az 1980-as The Game érte el a Billboard 200 csúcsát. Minden albumukról kettő, vagy még több kislemezt adtak ki. Az 1975-ös „Bohemian Rhapsody” kislemezük rekord ideig vezette a brit slágerlistát: 1975/1976-ban kilenc, 1991/1992-ben pedig öt hétig. Ezen kívül Angliában három másik kislemezük lett listavezető: az 1981-es „Under Pressure” (David Bowie-val duettben), az 1991-es „Innuendo”, és a 2000-es „We Will rock You” (a Five-val duettben). Amerikában két kislemezük érte el a Billboard Hot 100 első helyét: 1979-ben a „Crazy Little Thing Called Love”, 1980-ban pedig az „Another One Bites the Dust”. Mercury 1991-ben elhunyt, utána a tagok 1995-ben kiadták az együttes utolsó stúdióalbumát, a Made in Heavent, de az azt követő évtizedekben még több koncert- és válogatásalbumot is kiadtak.
Az együttes kiadója világszerte hosszú éveken keresztül az EMI volt, az 1980-as évek végétől annak leányvállalata, a Parlophone adta ki az új megjelenéseiket, és a régi albumaik újrakiadásait. 2010-ben az Island kiadóhoz szerződtek. Amerikában és Kanadában 1983-ig az Elektra, onnantól 1990-ig a Capitol, 1991-től pedig a Hollywood Records képviselte őket.
Világszerte több mint 150 millió albumot adtak el, csak Amerikában 34 milliót. A legsikeresebb lemezük a Greatest Hits válogatásalbum, világszerte több mint 25 millió példányban fogyott, Angliában 6 milliós eladással a legtöbb példányban elkelt album, Amerikában pedig több mint 7 millió példányban fogyott. Három kislemezük, a „Bohemian Rhapsody”, a dupla A oldalas „We Are the Champions”/„We Will Rock You” és az „Another One Bites the Dust” világszerte milliós példányszámban fogyott.

## Stúdióalbumok
| Év                                                          | Album információ                                                             | Helyezések | Helyezések | Helyezések | Helyezések | Helyezések | Helyezések | Helyezések | Helyezések | Helyezések | Helyezések | Helyezések | Helyezések | Eladási minősítések              |
| Év                                                          | Album információ                                                             | GBR        | AUT        | BEL        | FRA        | GER        | JPN        | NLD        | NOR        | NZL        | SWE        | SWI        | USA        | Eladási minősítések              |
| ----------------------------------------------------------- | ---------------------------------------------------------------------------- | ---------- | ---------- | ---------- | ---------- | ---------- | ---------- | ---------- | ---------- | ---------- | ---------- | ---------- | ---------- | -------------------------------- |
| 1973                                                        | Queen - Megjelent: 1973. július 13. - Kiadó: EMI, Elektra                    | 24         | —          | —          | —          | —          | 52         | —          | —          | —          | —          | —          | 83         | - GBR: arany - USA: arany        |
| 1974                                                        | Queen II - Megjelent: 1974. március 8. - Kiadó: EMI, Elektra                 | 5          | —          | —          | —          | —          | —          | —          | 19         | —          | —          | —          | 49         | - GBR: arany                     |
| 1974                                                        | Sheer Heart Attack - Megjelent: 1974. november 8. - Kiadó: EMI, Elektra      | 2          | —          | —          | 6          | —          | 23         | 7          | 9          | —          | —          | —          | 12         | - GBR: platina - USA: arany      |
| 1975                                                        | A Night at the Opera - Megjelent: 1975. november 21. - Kiadó: EMI, Elektra   | 1          | 9          | 88         | 16         | 5          | 9          | 1          | 4          | 1          | 10         | —          | 4          | - GBR: platina - USA: 3× platina |
| 1976                                                        | A Day at the Races - Megjelent: 1976. december 10. - Kiadó: EMI, Elektra     | 1          | 8          | —          | —          | 10         | 1          | 1          | 3          | 11         | 8          | —          | 5          | - GBR: arany - USA: platina      |
| 1977                                                        | News of the World - Megjelent: 1977. október 28. - Kiadó: EMI, Elektra       | 4          | 9          | —          | 1          | 7          | 3          | 1          | 4          | 15         | 9          | —          | 3          | - GBR: arany - USA: 4× platina   |
| 1978                                                        | Jazz - Megjelent: 1978. november 14. - Kiadó: EMI, Elektra                   | 2          | 8          | —          | 7          | 5          | 5          | 6          | 6          | 20         | 6          | —          | 6          | - GBR: arany - USA: platina      |
| 1980                                                        | The Game - Megjelent: 1980. június 30. - Kiadó: EMI, Elektra                 | 1          | 5          | —          | 17         | 2          | 5          | 1          | 2          | 11         | 7          | —          | 1          | - GBR: arany - USA: 4× platina   |
| 1980                                                        | Flash Gordon - Megjelent: 1980. december 8. - Kiadó: EMI, Elektra            | 10         | 1          | —          | —          | 2          | 12         | 7          | 25         | —          | 29         | —          | 23         | - GBR: arany                     |
| 1982                                                        | Hot Space - Megjelent: 1982. május 21. - Kiadó: EMI, Elektra                 | 4          | 1          | —          | 7          | 5          | 6          | 1          | 3          | 5          | 4          | —          | 22         | - GBR: arany - USA: arany        |
| 1984                                                        | The Works - Megjelent: 1984. február 27. - Kiadó: EMI, Capitol               | 2          | 2          | 87         | 14         | 3          | 7          | 1          | 2          | 9          | 3          | 3          | 23         | - GBR: platina - USA: arany      |
| 1986                                                        | A Kind of Magic - Megjelent: 1986. június 3. - Kiadó: EMI, Capitol           | 1          | 3          | 88         | 6          | 4          | 25         | 2          | 5          | 9          | 9          | 4          | 46         | - GBR: 2× platina - USA: arany   |
| 1989                                                        | The Miracle - Megjelent: 1989. május 30. - Kiadó: Parlophone, Capitol        | 1          | 1          | —          | 11         | 1          | 2          | 1          | 2          | 2          | 6          | 1          | 24         | - GBR: platina                   |
| 1991                                                        | Innuendo - Megjelent: 1991. február 4. - Kiadó: Parlophone, Hollywood        | 1          | 2          | 73         | 9          | 1          | 17         | 1          | 8          | 6          | 9          | 1          | 30         | - GBR: platina - USA: arany      |
| 1995                                                        | Made in Heaven - Megjelent: 1995. november 6. - Kiadó: Parlophone, Hollywood | 1          | 1          | 32         | 2          | 1          | 10         | 1          | 2          | 1          | 1          | 1          | 58         | - GBR: 4× platina - USA: arany   |
| "—" nem szerepelt listán, vagy nem jelent meg az országban. |                                                                              |            |            |            |            |            |            |            |            |            |            |            |            |                                  |

## Koncertalbumok
| Év                                                          | Album információ                                                                               | Helyezések | Helyezések | Helyezések | Helyezések | Helyezések | Helyezések | Helyezések | Helyezések | Helyezések | Helyezések | Helyezések | Helyezések | Eladási minősítések            |
| Év                                                          | Album információ                                                                               | GBR        | AUT        | BEL        | FRA        | GER        | JPN        | NLD        | NOR        | NZL        | SWE        | SWI        | USA        | Eladási minősítések            |
| ----------------------------------------------------------- | ---------------------------------------------------------------------------------------------- | ---------- | ---------- | ---------- | ---------- | ---------- | ---------- | ---------- | ---------- | ---------- | ---------- | ---------- | ---------- | ------------------------------ |
| 1979                                                        | Live Killers - Megjelent: 1979. június 26. - Kiadó: EMI, Elektra                               | 3          | 3          | —          | —          | 4          | —          | 6          | 10         | 21         | 15         | 34         | 16         | - GBR: arany - USA: 2× platina |
| 1986                                                        | Live Magic - Megjelent: 1986. december 1. - Kiadó: EMI, Capitol                                | 3          | 13         | —          | —          | 15         | 49         | 24         | —          | 36         | 60         | 26         | —          | - GBR: platina                 |
| 1992                                                        | Live at Wembley ’86 - Megjelent: 1992. május 26. - Kiadó: Parlophone, Hollywood                | 2          | 6          | —          | 2          | 20         | 81         | 12         | —          | 3          | 29         | 6          | 53         | - GBR: arany - USA: platina    |
| 2004                                                        | Queen on Fire – Live at the Bowl - Megjelent: 2004. október 25. - Kiadó: Parlophone, Hollywood | 20         | 23         | 60         | 75         | 10         | —          | 74         | —          | —          | —          | 52         | —          | - GBR: arany                   |
| 2005                                                        | Return of the Champions - Megjelent: 2005. szeptember 13. - Kiadó: Parlophone, Hollywood       | 12         | 19         | 39         | 80         | 13         | —          | 19         | —          | —          | —          | 42         | 84         | - GBR: ezüst                   |
| 2007                                                        | Queen Rock Montreal - Megjelent: 2007. október 29. - Kiadó: Parlophone, Hollywood              | 20         | 25         | 62         | 111        | —          | —          | 54         | —          | —          | —          | 27         | —          | —                              |
| 2012                                                        | Hungarian Rhapsody: Queen Live in Budapest - Megjelent: 2012. november 2. - Kiadó: Island      | 137        | —          | 90         | 102        | 23         | —          | 44         | —          | —          | —          | 23         | —          | —                              |
| 2014                                                        | Live at the Rainbow ’74 - Megjelent: 2014. szeptember 8. - Kiadó: Virgin                       | 11         | 12         | —          | 55         | 9          | 28         | 7          | —          | —          | —          | 19         | 66         | —                              |
| 2015                                                        | A Night at the Odeon – Hammersmith 1975 - Megjelent: 2015. november 20. - Kiadó: Virgin        | 40         | 57         | —          | 118        | 34         | —          | 28         | —          | —          | —          | 31         | —          | —                              |
| "—" nem szerepelt listán, vagy nem jelent meg az országban. |                                                                                                |            |            |            |            |            |            |            |            |            |            |            |            |                                |

## Válogatások
| Év                                                          | Album információ                                                                                         | Helyezések | Helyezések | Helyezések | Helyezések | Helyezések | Helyezések | Helyezések | Helyezések | Helyezések | Helyezések | Helyezések | Helyezések | Eladási minősítések                  |
| Év                                                          | Album információ                                                                                         | GBR        | AUT        | BEL        | FRA        | GER        | JPN        | NLD        | NOR        | NZL        | SWE        | SWI        | USA        | Eladási minősítések                  |
| ----------------------------------------------------------- | --- | ---------- | ---------- | ---------- | ---------- | ---------- | ---------- | ---------- | ---------- | ---------- | ---------- | ---------- | ---------- | ------------------------------------ |
| 1981                                                        | Greatest Hits - Megjelent: 1981. november 2. - Kiadó: EMI, Elektra                                       | 1          | 1          | 47         | 5          | 1          | 9          | 1          | 21         | 1          | 21         | 5          | 11         | - GBR: 11× platina - USA: 9× platina |
| 1991                                                        | Greatest Hits II - Megjelent: 1991. október 28. - Kiadó: Parlophone                                      | 1          | 1          | 173        | 1          | 2          | 65         | 1          | 4          | 1          | 2          | 1          | —          | - GBR: 8× platina - USA: 5× platina  |
| 1992                                                        | Classic Queen - Megjelent: 1992. március 10. - Kiadó: Hollywood                                          | —          | —          | —          | —          | —          | —          | —          | —          | —          | —          | —          | 4          | - USA: 3× platina                    |
| 1997                                                        | Queen Rocks - Megjelent: 1997. november 3. - Kiadó: Parlophone, Hollywood                                | 7          | 16         | —          | —          | 12         | 22         | 14         | —          | 32         | 51         | 16         | —          | - GBR: platina                       |
| 1999                                                        | Greatest Hits III - Megjelent: 1999. november 8. - Kiadó: Parlophone, Hollywood                          | 5          | 1          | 47         | 9          | 1          | 25         | 8          | 21         | 1          | 21         | 5          | —          | - GBR: platina                       |
| 2006                                                        | Stone Cold Classics - Megjelent: 2006. április 11. - Kiadó: Parlophone, Hollywood                        | —          | —          | —          | —          | —          | —          | —          | —          | —          | —          | —          | 45         |                                      |
| 2009                                                        | Absolute Greatest - Megjelent: 2009. november 16. - Kiadó: Parlophone, Hollywood                         | 3          | 10         | 15         | —          | 23         | 23         | 36         | 6          | 6          | 5          | 15         | 195        | - GBR: 2× platina                    |
| 2011                                                        | Deep Cuts, Volume 1 (1973–1976) - Megjelent: 2011. március 14. - Kiadó: Island                           | 92         | —          | —          | —          | —          | —          | —          | —          | —          | —          | —          | —          |                                      |
| 2011                                                        | Deep Cuts, Volume 2 (1977–1982) - Megjelent: 2011. június 27. - Kiadó: Island                            | 175        | —          | —          | —          | —          | 293        | —          | —          | —          | —          | —          | —          |                                      |
| 2011                                                        | Deep Cuts, Volume 3 (1984–1995) - Megjelent: 2011. szeptember 5. - Kiadó: Island                         | 155        | —          | —          | —          | —          | —          | —          | —          | —          | —          | —          | —          |                                      |
| 2014                                                        | Queen Forever - Megjelent: 2014. november 10. - Kiadó: Virgin EMI, Hollywood                             | 5          | 8          | —          | 12         | 7          | 16         | 3          | —          | —          | 28         | 4          | 38         | - GBR: arany                         |
| 2016                                                        | Queen On Air - Megjelent: 2016. november 4. - Kiadó: Virgin EMI, Hollywood                               | 25         | 60         | 52         | 123        | 28         | —          | 47         | —          | —          | —          | 84         | —          |                                      |
| 2018                                                        | Bohemian Rhapsody: The Original Soundtrack - Megjelent: 2018. október 19. - Kiadó: Virgin EMI, Hollywood | 3          | 7          | 5          | —          | 21         | —          | 9          | 14         | 2          | 21         | 6          | 3          | - GBR: arany                         |
| 2020                                                        | Greatest Hits in Japan - Megjelent: 2020. január 15. - Kiadó: Universal Music Japan                      | —          | —          | —          | —          | —          | 7          | —          | —          | —          | —          | —          | —          |                                      |
| "—" nem szerepelt listán, vagy nem jelent meg az országban. | |            |            |            |            |            |            |            |            |            |            |            |            |                                      |

## Egyéb albumok
| Év   | Album információ                                                                           | GBR |
| ---- | ------------------------------------------------------------------------------------------ | --- |
| 1989 | At the Beeb - Megjelent: 1989. december 4., 1995 (Amerika) - Kiadó: Band of Joy, Hollywood | 67  |

## Díszdobozban
| Év                                                          | Album információ                                                                                           | Helyezések | Helyezések | Helyezések | Helyezések | Helyezések | Helyezések | Helyezések | Helyezések | Helyezések | Helyezések | Helyezések | Helyezések | Eladási minősítések                                   |
| Év                                                          | Album információ                                                                                           | GBR        | AUT        | BEL        | FRA        | GER        | JPN        | NLD        | NOR        | NZL        | SWE        | SWI        | USA        | Eladási minősítések                                   |
| ----------------------------------------------------------- | --- | ---------- | ---------- | ---------- | ---------- | ---------- | ---------- | ---------- | ---------- | ---------- | ---------- | ---------- | ---------- | ----------------------------------------------------- |
| 1985                                                        | The Complete Works - Megjelent: 1985. december 5. - Kiadó: EMI                                             | —          | —          | —          | —          | —          | —          | —          | —          | —          | —          | —          | —          |                                                       |
| 1994                                                        | Greatest Hits I & II - Megjelent: 1994. november 7. - Kiadó: Parlophone, Hollywood                         | 37         | 30         | 36         | 18         | 28         | —          | 14         | —          | 2          | —          | —          | 16         | - GBR: arany - USA: platina                           |
| 2000                                                        | The Platinum Collection: Greatest Hits I, II & III - Megjelent: 2000. november 13. - Kiadó: EMI, Hollywood | 2          | 2          | 7          | 13         | 5          | —          | 5          | 5          | 24         | 19         | 4          | 48         | - AUS: 2× platina - GBR: 7× platina - USA: 2× platina |
| 2008                                                        | The Singles Collection 1 - Megjelent: 2008. december 1. - Kiadó: EMI                                       | —          | —          | —          | —          | —          | —          | —          | —          | —          | —          | —          | —          |                                                       |
| 2009                                                        | The Singles Collection 2 - Megjelent: 2009. június 15. - Kiadó: EMI                                        | —          | —          | —          | —          | —          | —          | —          | —          | —          | —          | —          | —          |                                                       |
| 2010                                                        | The Singles Collection 3 - Megjelent: 2010. május 31. - Kiadó: EMI                                         | —          | —          | —          | —          | —          | —          | —          | —          | —          | —          | —          | —          |                                                       |
| 2010                                                        | The Singles Collection 4 - Megjelent: 2010. október 18. - Kiadó: EMI                                       | —          | —          | —          | —          | —          | —          | —          | —          | —          | —          | —          | —          |                                                       |
| 2015                                                        | Queen: Studio Collection - Megjelent: 2015. szeptember 25. - Kiadó: Virgin EMI                             | —          | —          | —          | —          | —          | —          | —          | —          | —          | —          | —          | —          |                                                       |
| "—" nem szerepelt listán, vagy nem jelent meg az országban. | |            |            |            |            |            |            |            |            |            |            |            |            |                                                       |

## Középlemezek
| 1977                                                        | Queen’s First EP - Megjelent: 1977. május 20. - Kiadó: EMI                         | 17 | — | — | — | — | — | —  |              |
| 1993                                                        | Five Live - Megjelent: 1993. április 19. - Kiadó: Parlophone / Hollywood (Amerika) | 1  | 2 | 8 | 1 | 2 | 6 | 30 | - GBR: arany |
| "—" nem szerepelt listán, vagy nem jelent meg az országban. |                                                                                    |    |   |   |   |   |   |    |              |

## Videók
| 1981                                                        | Greatest Flix                              | - Megjelent: 1981. október 19. - Kiadó: PMI-EMI - Formátum: VHS                                                                            |                                     |
| 1984                                                        | We Will Rock You                           | - Megjelent: 1984. szeptember 10. - Kiadó: PVM - Formátum: VHS, DVD (2001. október 30.)                                                    | - USA: 2× platina                   |
| 1985                                                        | Live in Rio                                | - Megjelent: 1985. május 13. - Kiadó: PMI-EMI - Formátum: VHS                                                                              | - GBR: arany                        |
| 1987                                                        | Live in Budapest                           | - Megjelent: 1987. február 16. - Kiadó: PMI-EMI - Formátum: VHS                                                                            | - GBR: arany                        |
| 1990                                                        | Queen at Wembley                           | - Megjelent: 1990. december 3. (Anglia), 1992. augusztus 25. (Amerika) - Kiadó: PMI-EMI, Hollywood - Formátum: VHS, DVD (2003. június 17.) | - GBR: 7× platina - USA: 5× platina |
| 1991                                                        | Greatest Flix II                           | - Megjelent: 1991. október 28. - Kiadó: PMI-EMI, Hollywood - Formátum: VHS                                                                 |                                     |
| 1992                                                        | The Freddie Mercury Tribute Concert        | - Megjelent: 1992. november 23. (Anglia), 1993. április 23. (Amerika) - Kiadó: PMI, Hollywood - Formátum: VHS1 DVD (2002. május 13.)       | - GBR: platina                      |
| 1999                                                        | Greatest Flix III                          | - Megjelent: 1999. november 8. (Anglia) - Kiadó: PMI-EMI - Formátum: VHS                                                                   | - GBR: arany                        |
| 2002                                                        | Greatest Video Hits 1                      | - Megjelent: 2002. október 14. - Kiadó: Parlophone, Hollywood - Formátum: DVD                                                              | - GBR: 3× platina - USA: platina    |
| 2003                                                        | Greatest Video Hits 2                      | - Megjelent: 2003. november 3. - Kiadó: Parlophone, Hollywood - Formátum: DVD                                                              | - GBR: 2× platina                   |
| 2004                                                        | Queen on Fire – Live at the Bowl           | - Megjelent: 2004. október 25. - Kiadó: Parlophone, Hollywood - Formátum: DVD                                                              | - GBR: 3× platina - USA: platina    |
| 2007                                                        | Queen Rock Montreal                        | - Megjelent: 2007. október 29. - Kiadó: Parlophone, Eagle Vision - Formátum: DVD                                                           | - GBR: platina - USA: platina       |
| 2005                                                        | Return of the Champions                    | - Megjelent: 2005. október 31. - Kiadó: Parlophone, Hollywood - Formátum: DVD                                                              | - GBR: platina                      |
| 2012                                                        | Hungarian Rhapsody: Queen Live in Budapest | - Megjelent: 2012. november 2. - Kiadó: Island - Formátum: DVD                                                                             |                                     |
| 2014                                                        | Live at the Rainbow ’74                    | - Megjelent: 2014. szeptember 8. - Kiadó: Virgin - Formátum: DVD                                                                           |                                     |
| 2015                                                        | A Night at the Odeon – Hammersmith 1975    | - Megjelent: 2015. november 20. - Kiadó: Virgin - Formátum: DVD                                                                            |                                     |
| "—" nem szerepelt listán, vagy nem jelent meg az országban. |                                            | |                                     |

## Kislemezek
| Év                                                          | Cím                                               | Helyezések | Helyezések | Helyezések | Helyezések | Helyezések | Helyezések | Helyezések | Helyezések | Helyezések | Helyezések | Helyezések | Album                  |
| Év                                                          | Cím                                               | GBR        | AUT        | BEL        | FRA        | GER        | IRE        | NLD        | NOR        | SWI        | SWE        | USA        | Album                  |
| ----------------------------------------------------------- | ------------------------------------------------- | ---------- | ---------- | ---------- | ---------- | ---------- | ---------- | ---------- | ---------- | ---------- | ---------- | ---------- | ---------------------- |
| 1973                                                        | Keep Yourself Alive                               | —          | —          | —          | —          | —          | —          | —          | —          | —          | —          | —          | Queen                  |
| 1973                                                        | Liar                                              | —          | —          | —          | —          | —          | —          | —          | —          | —          | —          | —          | Queen                  |
| 1974                                                        | Seven Seas of Rhye                                | 10         | —          | —          | —          | —          | —          | —          | —          | —          | —          | —          | Queen II               |
| 1974                                                        | Killer Queen/Flick of the Wrist                   | 2          | 10         | 7          | —          | 12         | 2          | 3          | 4          | —          | —          | 12         | Sheer Heart Attack     |
| 1975                                                        | Now I’m Here                                      | 11         | —          | —          | —          | 25         | 14         | 29         | —          | —          | —          | —          | Sheer Heart Attack     |
| 1975                                                        | Bohemian Rhapsody                                 | 1          | 8          | 1          | —          | 7          | —          | 1          | 4          | 4          | 18         | 9          | A Night at the Opera   |
| 1976                                                        | You’re My Best Friend                             | 7          | —          | 23         | —          | —          | 3          | 6          | —          | —          | —          | —          | A Night at the Opera   |
| 1976                                                        | Somebody to Love                                  | 2          | —          | 2          | 57         | 21         | 6          | 1          | —          | —          | —          | 13         | A Day at the Races     |
| 1977                                                        | Tie Your Mother Down                              | 31         | —          | 18         | —          | —          | —          | 10         | —          | —          | —          | 49         | A Day at the Races     |
| 1977                                                        | Teo Torriatte (Let Us Cling Together)             | —          | —          | —          | —          | —          | —          | —          | —          | —          | —          | —          | A Day at the Races     |
| 1977                                                        | Long Away                                         | —          | —          | —          | —          | —          | —          | —          | —          | —          | —          | —          | A Day at the Races     |
| 1977                                                        | We Are the Champions/We Will Rock You             | 2          | 12         | 10         | 1          | 13         | 3          | 2          | 6          | —          | 14         | 4          | News of the World      |
| 1978                                                        | Spread Your Wings                                 | 34         | —          | —          | 31         | 29         | —          | 26         | —          | —          | —          | —          | News of the World      |
| 1978                                                        | It’s Late                                         | —          | —          | —          | —          | —          | —          | —          | —          | —          | —          | 74         | News of the World      |
| 1978                                                        | Bicycle Race/Fat Bottomed Girls                   | 11         | 51         | 15         | 7          | 27         | 10         | 5          | 7          | —          | —          | 24         | Jazz                   |
| 1979                                                        | Don’t Stop Me Now                                 | 9          | —          | 23         | 50         | 35         | 10         | 16         | —          | —          | 37         | 86         | Jazz                   |
| 1979                                                        | Love of My Life (LIVE)                            | 63         | —          | —          | —          | —          | —          | —          | —          | —          | —          | —          | Live Killers           |
| 1979                                                        | Crazy Little Thing Called Love                    | 2          | 9          | 3          | 28         | 13         | 2          | 1          | 8          | 5          | —          | 1          | The Game               |
| 1980                                                        | Save Me                                           | 11         | —          | 13         | —          | 42         | 8          | 6          | 7          | —          | —          | —          | The Game               |
| 1980                                                        | Play the Game                                     | 14         | —          | 25         | 42         | 40         | 9          | 10         | 6          | 8          | —          | 42         | The Game               |
| 1980                                                        | Another One Bites the Dust                        | 7          | 6          | 9          | 24         | 6          | 4          | 11         | —          | 8          | 12         | 1          | The Game               |
| 1980                                                        | Need Your Loving Tonight                          | —          | —          | —          | —          | —          | —          | —          | —          | —          | —          | 44         | The Game               |
| 1980                                                        | Flash                                             | 10         | 1          | 19         | 9          | 3          | 10         | 13         | —          | —          | 17         | 42         | Flash Gordon           |
| Év                                                          | Cím                                               | Helyezések | Helyezések | Helyezések | Helyezések | Helyezések | Helyezések | Helyezések | Helyezések | Helyezések | Helyezések | Helyezések | Album                  |
| Év                                                          | Cím                                               | GBR        | AUT        | BEL        | FRA        | GER        | IRE        | NLD        | NOR        | SWI        | SWE        | USA        | Album                  |
| 1981                                                        | Under Pressure                                    | 1          | 10         | 5          | 9          | 21         | 2          | 1          | 5          | 10         | 10         | 29         | Hot Space              |
| 1982                                                        | Body Language                                     | 25         | 11         | 17         | 59         | 27         | 13         | 4          | 6          | —          | 10         | 11         | Hot Space              |
| 1982                                                        | Las Palabras de Amor                              | 17         | —          | 26         | —          | 68         | 10         | 18         | —          | 13         | —          | —          | Hot Space              |
| 1982                                                        | Calling All Girls                                 | —          | —          | —          | —          | —          | —          | —          | —          | —          | —          | 60         | Hot Space              |
| 1982                                                        | Back Chat                                         | 40         | —          | —          | —          | 69         | 19         | —          | —          | —          | —          | —          | Hot Space              |
| 1982                                                        | Staying Power                                     | —          | —          | —          | —          | —          | —          | —          | —          | —          | —          | —          | Hot Space              |
| 1984                                                        | Radio Ga Ga                                       | 2          | 2          | 1          | 28         | 2          | 1          | 2          | 2          | 3          | 1          | 16         | The Works              |
| 1984                                                        | I Want to Break Free                              | 3          | 1          | 1          | 14         | 4          | 2          | 1          | —          | 2          | —          | 45         | The Works              |
| 1984                                                        | It’s a Hard Life                                  | 6          | 21         | 31         | —          | 26         | 2          | 20         | —          | —          | —          | 72         | The Works              |
| 1984                                                        | Hammer to Fall                                    | 13         | —          | —          | —          | —          | 10         | —          | —          | —          | —          | —          | The Works              |
| 1985                                                        | Thank God It’s Christmas                          | 21         | 21         | 11         | —          | 27         | 8          | 31         | —          | —          | —          | —          | nem jelent meg albumon |
| 1985                                                        | One Vision                                        | 7          | —          | 28         | —          | 26         | 5          | 21         | —          | 24         | —          | 61         | A Kind of Magic        |
| 1986                                                        | A Kind of Magic                                   | 3          | 12         | 4          | 4          | 6          | 4          | 5          | —          | 4          | —          | 42         | A Kind of Magic        |
| 1986                                                        | Princes of the Universe                           | —          | —          | —          | —          | —          | 45         | —          | —          | —          | —          | —          | A Kind of Magic        |
| 1986                                                        | Friends Will Be Friends                           | 14         | —          | 18         | —          | 20         | 4          | 16         | —          | 19         | —          | —          | A Kind of Magic        |
| 1986                                                        | Pain Is So Close to Pleasure                      | —          | —          | 27         | —          | 57         | —          | 43         | —          | —          | —          | —          | A Kind of Magic        |
| 1986                                                        | Who Wants to Live Forever                         | 24         | —          | 44         | —          | 52         | 15         | 6          | —          | —          | —          | —          | A Kind of Magic        |
| 1989                                                        | I Want It All                                     | 3          | 11         | 10         | 47         | 9          | 3          | 2          | 4          | 8          | 14         | 50         | The Miracle            |
| 1989                                                        | Breakthru                                         | 7          | —          | 10         | —          | 24         | 6          | 6          | —          | 28         | —          | —          | The Miracle            |
| 1989                                                        | The Invisible Man                                 | 12         | —          | 13         | —          | 31         | 10         | 6          | —          | 20         | —          | —          | The Miracle            |
| 1989                                                        | Scandal                                           | 25         | —          | 26         | —          | —          | 14         | 12         | —          | —          | —          | —          | The Miracle            |
| 1989                                                        | The Miracle                                       | 7          | —          | 28         | —          | 78         | 23         | 16         | —          | —          | —          | —          | The Miracle            |
| Év                                                          | Cím                                               | Helyezések | Helyezések | Helyezések | Helyezések | Helyezések | Helyezések | Helyezések | Helyezések | Helyezések | Helyezések | Helyezések | Album                  |
| Év                                                          | Cím                                               | GBR        | AUT        | BEL        | FRA        | GER        | IRE        | NLD        | NOR        | SWI        | SWE        | USA        | Album                  |
| 1991                                                        | Innuendo                                          | 1          | 12         | 8          | —          | 5          | 4          | 4          | —          | 3          | —          | —          | Innuendo               |
| 1991                                                        | I’m Going Slightly Mad                            | 22         | —          | 39         | 83         | 42         | 19         | 20         | —          | —          | —          | —          | Innuendo               |
| 1991                                                        | Headlong                                          | 14         | —          | —          | —          | —          | 25         | 43         | —          | —          | —          | —          | Innuendo               |
| 1991                                                        | The Show Must Go On                               | 16         | —          | 22         | 1          | 7          | 17         | 6          | —          | 11         | 30         | —          | Innuendo               |
| 1991                                                        | Bohemian Rhapsody/These Are the Days of Our Lives | 1          | —          | —          | 23         | —          | 1          | —          | —          | —          | —          | —          | Innuendo               |
| 1992                                                        | Bohemian Rhapsody                                 | —          | —          | —          | —          | —          | —          | —          | —          | —          | —          | 2          | —                      |
| 1995                                                        | Heaven for Everyone                               | 2          | 4          | 4          | 7          | 15         | 7          | 2          | —          | 9          | —          | —          | Made in Heaven         |
| 1995                                                        | A Winter’s Tale                                   | 6          | 23         | 33         | —          | 52         | 23         | 16         | —          | 28         | —          | —          | Made in Heaven         |
| 1996                                                        | I Was Born to Love You                            | —          | —          | —          | —          | —          | —          | —          | —          | —          | —          | —          | Made in Heaven         |
| 1996                                                        | Too Much Love Will Kill You                       | 15         | —          | 10         | —          | —          | 28         | —          | —          | —          | —          | —          | Made in Heaven         |
| 1996                                                        | Let Me Live                                       | 9          | —          | —          | —          | 67         | —          | 28         | —          | —          | —          | —          | Made in Heaven         |
| 1996                                                        | You Don’t Fool Me                                 | 17         | 23         | 13         | 7          | 26         | 23         | 22         | —          | 27         | 52         | —          | Made in Heaven         |
| 1998                                                        | No-One but You (Only the Good Die Young)          | 13         | —          | —          | —          | 75         | —          | 33         | —          | —          | —          | —          | Queen Rocks            |
| 1999                                                        | Another One Bites the Dust (with Wyclef Jean)     | 5          | 23         | 13         | 46         | 46         | 11         | 21         | 20         | 35         | 50         | —          | Greatest Hits III      |
| 1999                                                        | Under Pressure (Rah mix)                          | 14         | —          | 6          | —          | —          | —          | 21         | —          | —          | —          | —          | Greatest Hits III      |
| 2000                                                        | We Will Rock You (with Five)                      | 1          | 2          | 4          | —          | 8          | 6          | 15         | —          | 18         | 35         | —          | —                      |
| 2003                                                        | Flash (with Vanguard)                             | 15         | 44         | 2          | —          | 17         | —          | —          | —          | —          | —          | —          | —                      |
| 2006                                                        | Another One Bites the Dust (with Miami Project)   | 31         | —          | —          | —          | 88         | —          | 49         | —          | —          | —          | —          | —                      |
| "—" nem szerepelt listán, vagy nem jelent meg az országban. |                                                   |            |            |            |            |            |            |            |            |            |            |            |                        |

## B-oldalas dalok
1. Hangman
2. See What A Fool I’ve Been
3. A Human Body
4. Soul Brother
5. I Go Crazy
6. Radio Ga Ga Instrumental Version
7. Machines Instrumental Version
8. Blurred Vision
9. A Dozen Red Roses For My Darling
10. Hang On In There
11. Stealin'
12. Hijack My Heart
13. My Life Has Been Saved
14. Lost Opportunity
15. Mad the Swine
16. Rock in Rio Blues

## Tribute albumok
- Dragon Attack: A Tribute to Queen (1997)
- The Attack of the Dragons (1999)
- Tie Your Mix Down: A Queen Tribute (2000)
- Stone Cold Queen: A Tribute (2001)
- Queen Symphony (2002)
- Killer Queen: A Tribute to Queen (2005)

## Videóklipek
| Év   | Cím                                      | Rendező                                     | Megjegyzés                                                                              |
| ---- | ---------------------------------------- | ------------------------------------------- | --------------------------------------------------------------------------------------- |
| 1973 | Keep Yourself Alive                      | Barry Sheffield, Bruce Gowers               | Két klip készült hozzá.                                                                 |
| 1973 | Liar                                     | Mike Mansfield, Barry Sheffield             | Két klip készült hozzá.                                                                 |
| 1974 | Seven Seas of Rhye                       | —                                           | Top of the Pops klip.                                                                   |
| 1974 | Killer Queen                             | —                                           | Top of the Pops klip.                                                                   |
| 1975 | Bohemian Rhapsody                        | Bruce Gowers                                |                                                                                         |
| 1976 | You’re My Best Friend                    | Bruce Gowers                                |                                                                                         |
| 1976 | Somebody to Love                         | Bruce Gowers                                |                                                                                         |
| 1977 | Tie Your Mother Down                     | Bruce Gowers                                |                                                                                         |
| 1977 | Good Old-Fashioned Lover Boy             | —                                           | Top of the Pops klip.                                                                   |
| 1977 | We Are the Champions                     | Derek Burbridge                             |                                                                                         |
| 1978 | We Will Rock You                         | Rock Flicks                                 |                                                                                         |
| 1978 | Spread Your Wings                        | Rock Flicks                                 |                                                                                         |
| 1978 | Fat Bottomed Girls                       | Dennis De Vallance                          |                                                                                         |
| 1978 | Bicycle Race                             | Dennis De Vallance                          |                                                                                         |
| 1979 | Don’t Stop Me Now                        | Dennis De Vallance                          |                                                                                         |
| 1979 | Love of My Life                          | Dennis De Vallance                          |                                                                                         |
| 1979 | Crazy Little Thing Called Love           | Dennis De Vallance                          |                                                                                         |
| 1979 | Save Me                                  | Keith McMillan                              |                                                                                         |
| 1980 | Play the Game                            | Brian Grant                                 |                                                                                         |
| 1980 | Another One Bites the Dust               | Daniella Green                              |                                                                                         |
| 1980 | Flash’s Theme                            | Mike Hodges                                 |                                                                                         |
| 1981 | Under Pressure                           | David Mallet                                |                                                                                         |
| 1982 | Body Language                            | Brian Grant                                 | Az MTV betiltotta a túlzott meztelenség miatt.                                          |
| 1982 | Back Chat                                | Brian Grant                                 |                                                                                         |
| 1982 | Calling All Girls                        | Brian Grant                                 |                                                                                         |
| 1984 | Radio Ga Ga                              | David Mallet                                |                                                                                         |
| 1984 | I Want to Break Free                     | David Mallet                                | Az MTV 1991-ig nem játszotta.                                                           |
| 1984 | It’s a Hard Life                         | Tim Pope                                    |                                                                                         |
| 1984 | Hammer to Fall                           | David Mallet                                |                                                                                         |
| 1985 | One Vision                               | DoRo Productions                            |                                                                                         |
| 1986 | A Kind of Magic                          | Russell Mulcahy                             |                                                                                         |
| 1986 | Princes of the Universe                  | Russell Mulcahy                             | Szerepelt benne Christopher Lambert.                                                    |
| 1986 | Friends Will Be Friends                  | DoRo Productions                            |                                                                                         |
| 1986 | Who Wants to Live Forever                | David Mallet                                |                                                                                         |
| 1989 | I Want It All                            | David Mallet                                |                                                                                         |
| 1989 | Breakthru                                | Doro Productions                            |                                                                                         |
| 1989 | The Invisible Man                        | Doro Productions                            |                                                                                         |
| 1989 | Scandal                                  | Doro Productions                            |                                                                                         |
| 1989 | The Miracle                              | Doro Productions                            |                                                                                         |
| 1991 | Innuendo                                 | Jerry Hibbert, Rudi Dolezal                 |                                                                                         |
| 1991 | I’m Going Slightly Mad                   | DoRo Producitons                            |                                                                                         |
| 1991 | Headlong                                 | DoRo Producitons                            |                                                                                         |
| 1991 | The Show Must Go On                      | DoRo Producitons                            |                                                                                         |
| 1991 | These Are the Days of Our Lives          | DoRo Producitons                            | Az utolsó videóklip, melyben Mercury szerepelt a halála előtt.                          |
| 1992 | Bohemian Rhapsody                        | Bruce Gowers (klip) Penelope Speeris (film) | Az új klip az eredeti, 1975-ös klip, és a Wayne világa című film jeleneteit váltogatta. |
| 1995 | Heaven for Everyone                      | David Mallet                                |                                                                                         |
| 1995 | A Winter’s Tale                          | Doro Productions                            |                                                                                         |
| 1995 | Too Much Love Will Kill You              | Doro Productions                            |                                                                                         |
| 1996 | Let Me Live                              | Bernard Rudden                              |                                                                                         |
| 1996 | You Don’t Fool Me                        | Mark Szaszy                                 |                                                                                         |
| 1997 | No-One But You (Only The Good Die Young) | DoRo Productions                            |                                                                                         |

## Lásd még
A Queen együttes dalainak listája